# Brachytarsophrys popei
Brachytarsophrys popei é uma espécie de anfíbio anuro da família Megophryidae. Está presente na China. A UICN classificou-a como deficiente de dados.